# Boliniales
Boliniales — порядок аскомікотових грибів класу Sordariomycetes. Гриби є сапрофітами. Плодове тіло може бути чорне і блискуче. У деяких видів строма неправильної форми.

## Роди
Родина Boliniaceae
- Apiocamarops
- Camaropella
- Camarops
- Cornipulvina
- Endoxyla
- Lentomitella
- Linostomella
- Mollicamarops
- Neohypodiscus
- Pseudovalsaria

Родина Catabotrydaceae
- Catabotrys
- Pseudonectriella